# バード・オン・ワイヤー
『バード・オン・ワイヤー』（Bird on a Wire）は、1990年のアメリカ映画。ユニヴァーサル映画創立75周年記念作品として制作された。

## ストーリー
弁護士のマリアン・グレイブズは、仕事でデトロイト行った際、嘗ての婚約者リック・ジャーミンと思われる男と偶然出会う。リックは、15年前に麻薬密輸事件の重要証人としてFBIに保護され、麻薬組織の全容を欺くため、証人保護プログラムによって死んだことにされ、各地を転々と移住し、現在はガソリンスタンドで自動車整備の仕事をしていたことから、人違いだとマリアンに言う。マリアンはジャーミンが飛行機事故で死亡したと信じてきたのだが、彼の正体を確かめるために密かに彼のことを探る。そして彼女は、麻薬密輸に従事している、人殺しを何とも思わない麻薬取締局の元捜査官であるユージン・ソレンソンとアルバート・”ディッグズ”・ディギンズが彼の命を狙うのを目撃する。ソレンソンはジャーミンの証言により入獄し、15年の刑期を終えて釈放されたばかりなのである。彼女は車でリックの逃亡を手助けする。
リックを担当していたFBI捜査官は引退しており、新しい担当捜査官ジョー・ウェイバーンはソレンソンから脅迫されて共謀に参加させられ、リック関連のデータを全て削除してしまっている。マリアンは、15年前にリックが何も言わずに消えたことを非難すると、リックは彼女の身の安全のためだったのだと説明し、2人は仲直りをしてベッドを共にする。
地元警察やウェイバーンを信用出来ないリックは、ウィスコンシンにいる引退したFBIの担当官ルー・ベアードなど、彼の潜伏生活を通して得てきた人脈を活用しようとする。彼は、嘗てソフトゲイの振りをして人気美容師として勤めていた、ウィスコンシン州ラシーンの美容院を再訪し自分の連絡先リストを回収し、嘗ての恋人で現在は獣医になっているレイチェル・ヴァーニーのもとを訪れる。そこには殺し屋がヘリコプターでリックとマリアンを銃撃しに来るが、レイチェルが銃で応戦し、リックも近くにあった軽飛行機に乗り込み、撃退することが出来た。
そしてリックとマリアンはベアードの家に辿り着くが、ベアードは認知症の進行によりリックのことを覚えておらず、助けとならないことがわかる。ソレンソン、ディッグズ、ウェイバーンがベアードの家に現れ、リックとマリアンはリックが嘗て働いていた近くの動物園に逃げ込む。リックは猛獣などを檻から出して防御の助けにしようとする。銃撃戦の末、ディッグズはライオンに襲われて死に、ウェイバーンはピラニアに食べられ、ソレンソンは感電死する。負傷したリックは破壊された橋から吊り下げられ、その下には虎が来てしまう。マリアンに助けを求めるが、マリアンはリックを引き上げられない。リックはマリアンに「君の将来の子供の父親を助けてくれ」と言ったことから、マリアンは自分の力を引き出し、リックを助け出す。
映画は、リックとマリアンが怪我から回復し、カリブ海の夕日の中でヨットに乗りながら、将来のことを思い描くシーンで終わる。

## 登場人物
リック・ジャーミン
演：メル・ギブソン
本作の主人公。元々は室内動物園で働いていた。過去に麻薬がらみの事件に巻き込まれたことがあり、諸事情から死んだこと（リック自身は死んだことになっていたことを知らなかった）にして、現在は「ビリー・レイ」としてガソリンスタンドで働いている。陽気な性格をしており、尻に散弾のかけらを食らっても軽いノリで済ませた。安全確認の仕方が非常にうまく、部屋のドアを開けようとしたマリアンに「チェーンをかけてからドアを開けて、外を確認した方がいい」とアドバイスをして、実際に外で敵が待ち構えていたが、この対策で殺されずに済んだ。
マリアン・グレイブス
演：ゴールディ・ホーン
弁護士。ガソリンスタンドで給油しに行くと15年前亡くなったと思われたリックと再会する。リックが亡くなった（と思われた）四か月後に金持ちと結婚をしたが、子供はいないとのこと。リック曰く、昔はノーパン派だったらしい。リックに勝るとも劣らぬほどに陽気な性格で、命を狙われた後でも、助かった高揚感もあり、ふざけることがある。
ユージーン・ソレンソン
演：デビッド・キャラダイン
元悪徳麻薬取締官。15年前リックの裏切りで懲役20年を言い渡されたが、刑務所から仮釈放され、ディッグスと一緒に車に乗る。動物園で最終決戦の時、切れたつり橋に掴まっていたがソレンソンの下にいたリックに電流フェンスの電流を流され落とされた。
アルバート・ディッグス
演：ビル・デューク
麻薬組織の関係者で、体の大きい男性。動物園でライオンのいる檻に閉じ込められ、隣の檻に避難するが、今度はそこにいた虎に襲われる。
ジョー・ウェイバーン
演：スティーヴン・トボロウスキー
新任FBI局員。しかし正体はソレンソンのスパイで、コンピューターからリック・ジャーミンに関する記録をフロッピーディスクにコピーし、サーバから全削除した。
レイチェル・ヴァーニー
演：ジョーン・セヴェランス
リックの元彼女。牧場に住んでいる。リックの尻の弾の摘出手術をして、ソレンソンの手下がヘリで牧場を襲撃するがショットガンで応戦する。
マーヴィン
演：ハリー・シーザー
ガソリンスタンドの経営者。リックを追って来たソレンソンに巻き込まれた形でショットガンで射殺される。
ルー・ベアード
演：ジェフ・コーリー
リックの知人でFBIの元担当者。ソレンソンたちが自宅に嗅ぎつけて来たとき、モリーと一緒にキッチンの地下室に隠れる前にリックへ、かつてリックが働いていた「動物園に行け」と告げた。
モリー・ベアード
演：フローレンス・パターソン
ルー・ベアードの親戚。
タカワキ
演：クライド・クサツ
リックの尻の応急処置に氷を取りに行ったマリアンと出会い、「君のパーティに誘ってくれ」と頼む。

## キャスト
| 役名                   | 俳優                         | 日本語吹替 | 日本語吹替   |
| 役名                   | 俳優                         | ソフト版   | テレビ朝日版 |
| ---------------------- | ---------------------------- | ---------- | ------------ |
| リック・ジャーミン     | メル・ギブソン               | 富山敬     | 安原義人     |
| マリアン・グレイブス   | ゴールディ・ホーン           | 幸田直子   | 藤田淑子     |
| ユージーン・ソレンソン | デビッド・キャラダイン       | 沢木郁也   | 小林清志     |
| アルバート・ディッグス | ビル・デューク               | 笹岡繁蔵   | 渡部猛       |
| ジョー・ウェイバーン   | スティーヴン・トボロウスキー | 糸博       | 富山敬       |
| レイチェル・ヴァーニー | ジョーン・セヴェランス       | 榊原良子   | 高島雅羅     |
| マーヴィン             | ハリー・シーザー             | 今西正男   | 上田敏也     |
| ルー・ベアード         | ジェフ・コーリー             | 北村弘一   | 塚田正昭     |
| ローン                 | アレックス・ブルハンスキー   | 今西正男   | 飯塚昭三     |
| タカワキ               | クライド・クサツ             | 田原アルノ |              |
| ポール・バーナード     | ジャクソン・デイヴィス       |            | 有本欽隆     |
| モリー・ベアード       | フローレンス・パターソン     |            | 野沢由香里   |
| 刑事                   | ブル・マンクマ               | 石塚運昇   | 長島雄一     |

- テレビ朝日版：初回放送1993年10月24日『日曜洋画劇場』

その他声の出演：石森達幸、千田光男、さとうあい、伊藤和晃、高宮俊介、叶木翔子、大橋世津、神谷和夫、小室正幸、笹岡繁蔵
演出：蕨南勝之、翻訳：宇津木道子、調整：山田太平、効果：遠藤堯雄、製作：ムービーテレビジョン

## スタッフ
- 監督：ジョン・バダム
- 製作：ロブ・コーエン
- 脚本：デヴィッド・セルツァー、ルイス・ヴェノスタ、エリック・レーナー
- 撮影：ロバート・ブライムス
- 音楽：ハンス・ジマー